# Silica (Slovacchia)
Silica (in ungherese Szilice) è un comune della Slovacchia facente parte del distretto di Rožňava, nella regione di Košice.